# Biodízel

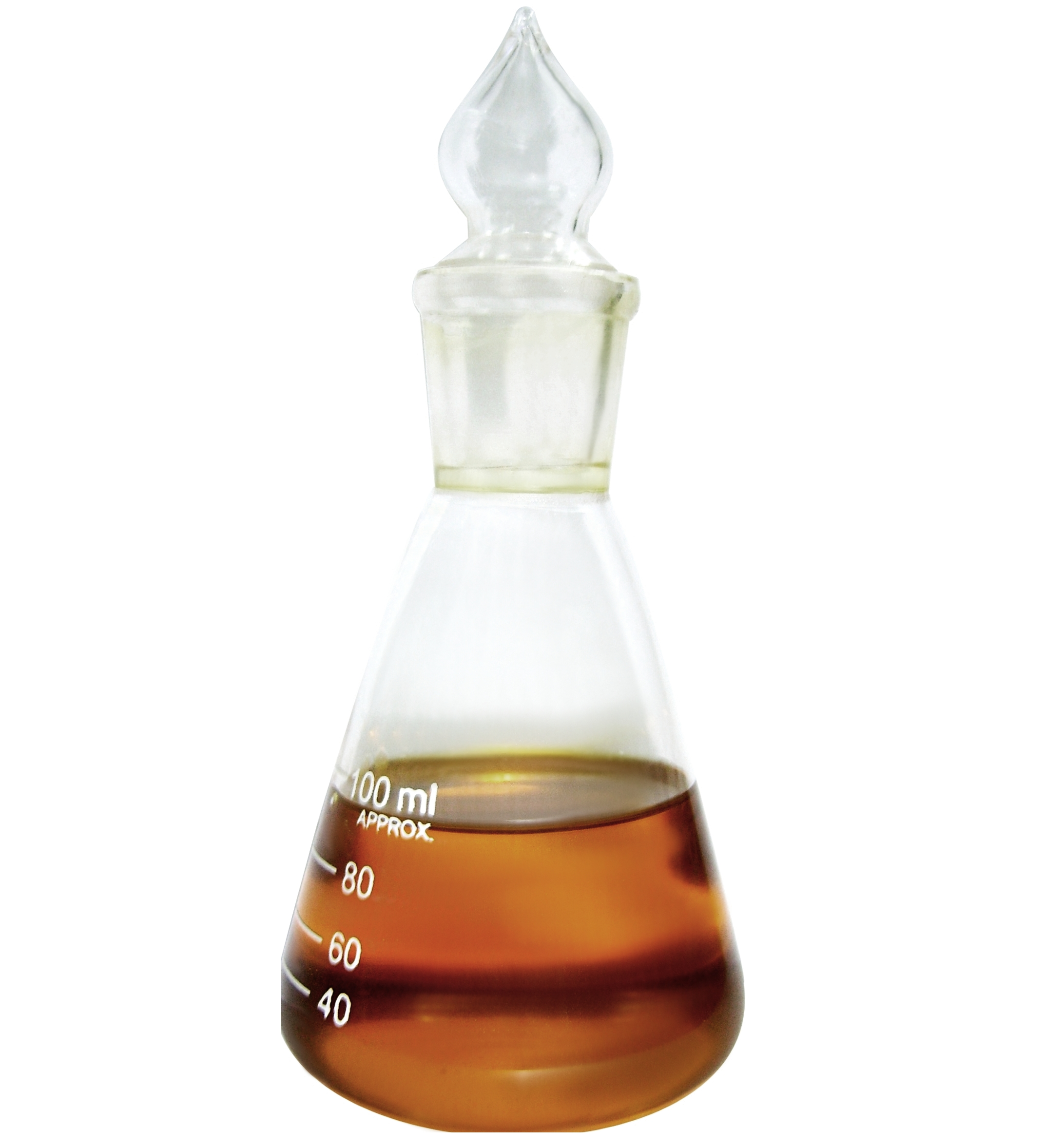
Biodízel

A biodízel növényi olajokból vagy (állati) zsírokból rövid lánchosszúságú mono alkohollal (u.m. metanollal vagy etanollal) átészterezéssel (transzeszterifikációval) előállított észteralapú bioüzemanyag dízelmotorok számára, ami önmagában, fosszilis hajtóanyag helyettesítéseként, vagy azzal keverve annak pótanyagaként használható. Ennek használata azért előnyös, mert a kőolajjal szemben, aminek a képződése évmilliók eredménye, a biodízel alapanyagai viszonylag gyors biológiai folyamatoknak az eredménye.

## Történet

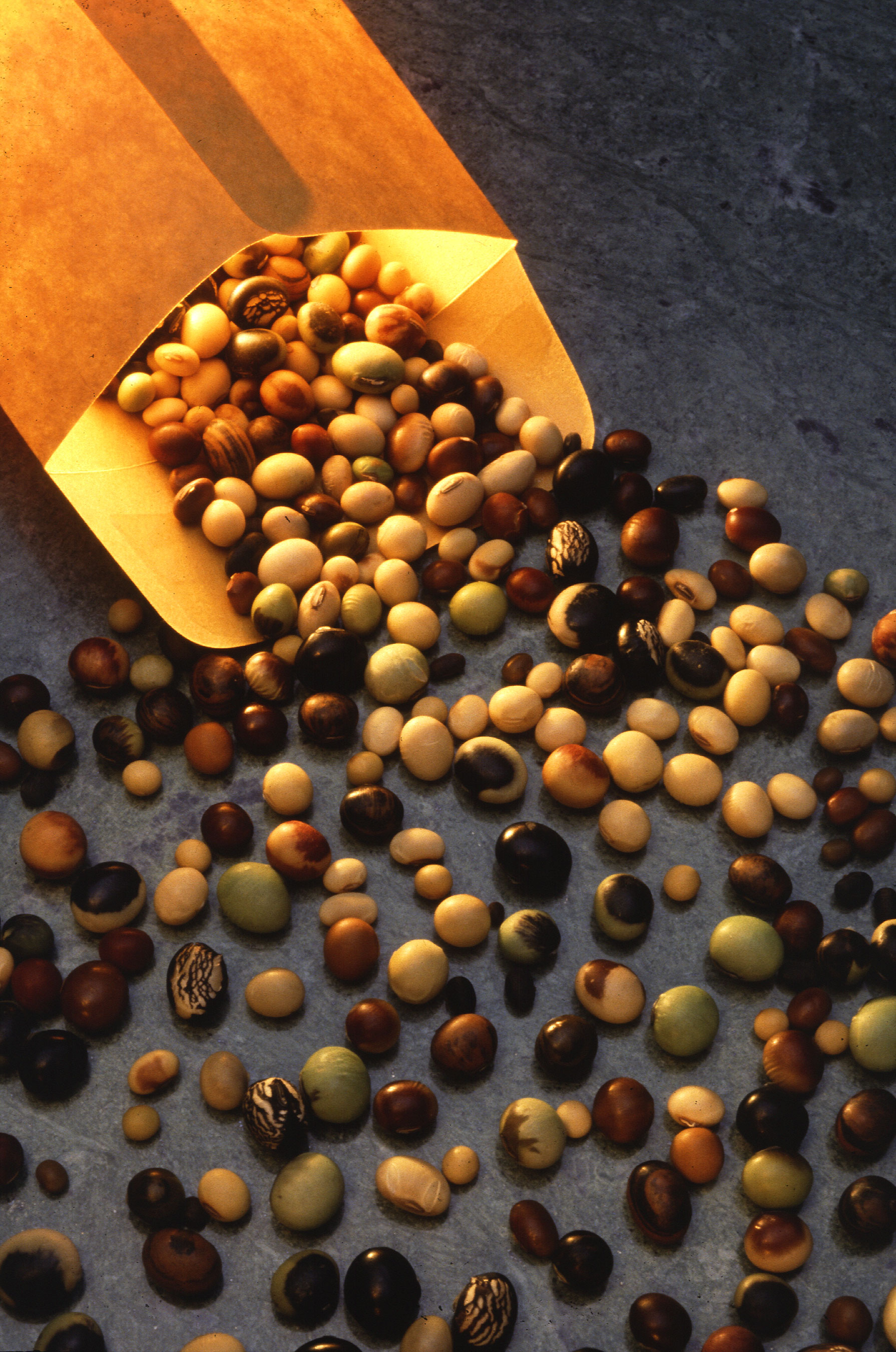
A szója a biodízelek egyik fontos alapanyaga

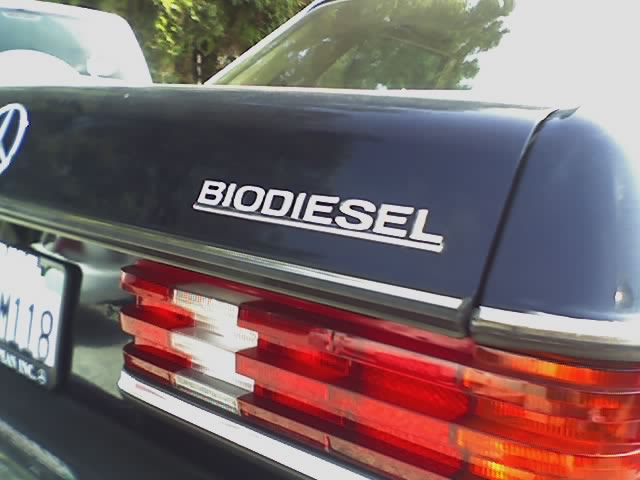
Az idősebb dízel Mercedesek népszerűek a biodízel működtetésére

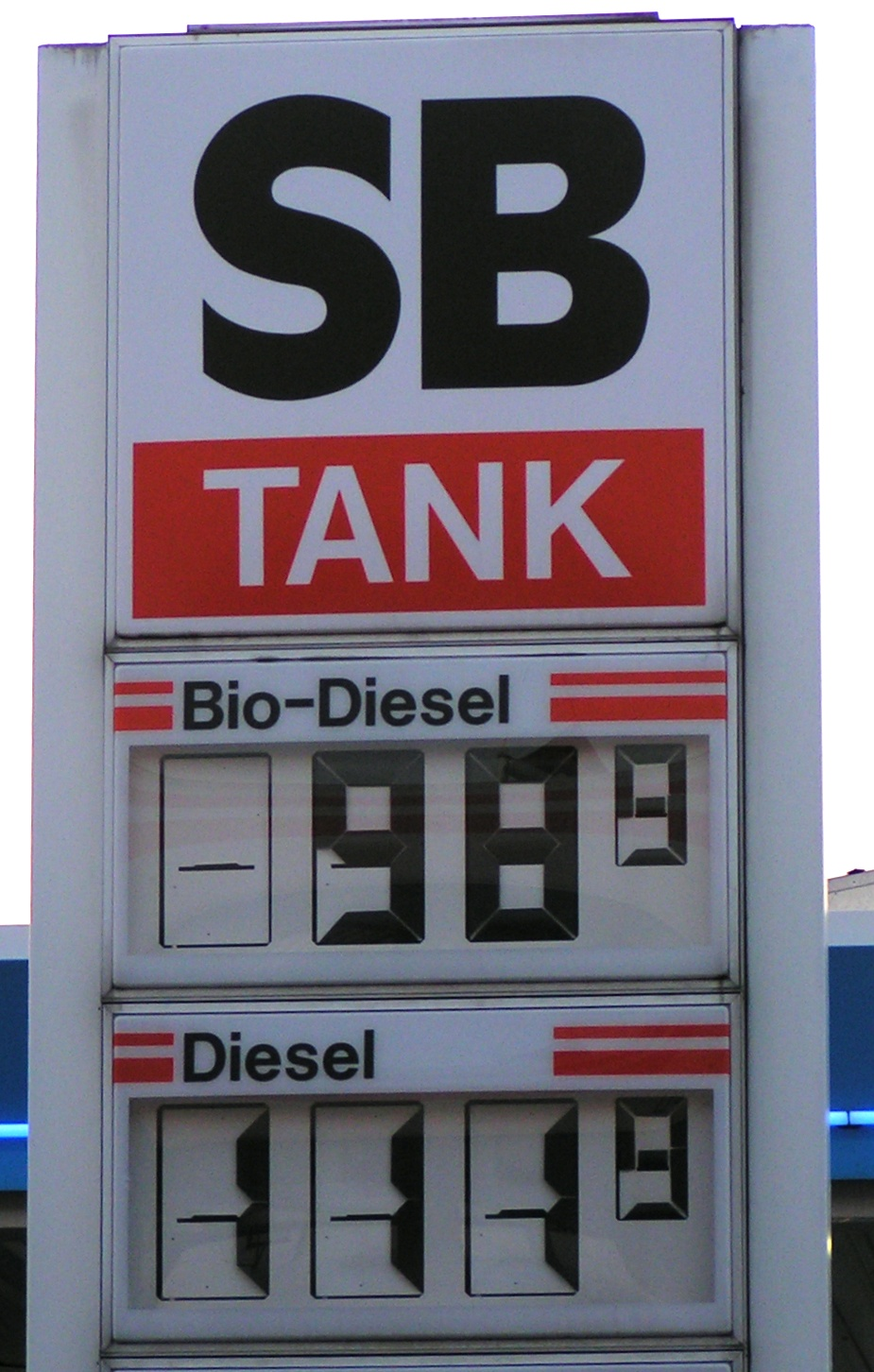
Néhány országban a biodízel olcsóbb, mint a hagyományos dízelolaj

### Kőolajválság
A hetvenes években a kőolajválság kirobbanása kívánatossá tette a nem fosszilis hajtóanyagok használatának kiterjesztését. Ez a válság tulajdonképpen annak volt a következménye, hogy a kőolaj használatának gyorsulása aggodalmat okozott a kőolajtermelő államoknak, akiknek a gazdasága és jóléte kőolajtermelésen alapul, mert attól féltek, hogy kőolajtartalékuk gyorsuló csökkenésével elszegényedhetnek. Ezen aggodalom egyes gazdaságtudományi konzultánsok tanulmányainak eredményéből megalapozottnak tűnt. Az is kiderült a tanulmány során, hogy a kőolajtermékek árai nem tartottak lépést más alapanyagok árnövekedésével. Mindez arra késztette őket, hogy együttes fellépéssel megemeljék a kőolajtermékek árát. Így a hetvenes években a kőolajtermékek árait többször is ugrásszerűen megemelték.
A hirtelen áremelkedés komoly krízis kiindulópontjának tűnt. A szegényebb, elmaradottabb országokat ez sokkal súlyosabban érintette, mint a gazdaságilag kifejlett gazdagabbakat, mert azoknak nehezebb volt nemzetközi kereskedésre megfelelő árukat találni. Olyan országokban, amelyek az ipari fejlődés útján már haladó fokon voltak, a hirtelen üzemanyag-áremelkedés a haladás erős akadályává vált, és több országban, mint például Brazíliában gátolhatatlannak látszó inflációt okozott.
A kutatás fosszilis üzemanyagokat helyettesítő alternatív üzemanyagok fejlesztésére tehát egyre sürgősebbé vált mindenkinek. Brazília például úgy vélte, hogy cukornádból masszív mennyiségű etanol előállításával rövid idő alatt robbanómotor-hajtóanyag-szükségletük jó részét helyettesíteni tudná. Ebből a gondolatból származott a brazíliai Pró álcool program.
A gazdasági érdekek mellett a globális felmelegedés, a túlnépesedés, és a környezetvédelem problémái is fokozzák a biológiai eredetű, alternatív hajtóanyagok iránti igényt.

### A két fő gépjármű-hajtóanyagfajta alternatívái
Kísérleti telepek már számos biológiai eredetű hajtóanyagot vizsgáltak meg laboratóriumban, kísérleti motorokban a belső égésű motor rendszer megváltoztatása nélkül is meg annak különféle módosításával is. Ezek egyes változatai elérték az egyéni gépjárműpróba fejlesztési fokát, mások a csoportos, ún. fleet test (flotta próba) fokát, egy-két változat pedig az általános kereskedelmi színvonalat is.
Ha egyéb tulajdonságaitól eltekintünk, akkor egy rövid lánchosszúságú alifás mono alkoholok: metanol, etanol jó, oktánszámmal mért égési tulajdonságai miatt ideális a szikragyújtású robbanómotorok üzemanyagának helyettesítésére.
Ezek használata a kompressziógyújtású dízelmotorok üzemanyagaként csak vagy az üzemanyag, vagy a motor alapos módosításával lenne alkalmas, mert az ilyen motorok üzemanyagának égési tulajdonságát jellemző cetánszámuk rendkívül alacsony. Ez azonban nem akadályozta meg a nyolcvanas években a széles körű kísérleti és fejlesztési munkát ebben az irányban is.
Növényi olajoknak a kompressziógyújtású (dízel) motorokban történő használatára már a kezdetekben volt példa. Rudolf Diesel, a róla nevezett motor elismert feltalálója 1893-ban demonstrálta először Augsburgban ennek működtetését, és azt jelentette ki, hogy szándékában van motorja hajtóanyagaként földimogyoró-olajat használni. A növényi és állati eredetű zsiradékanyagok viszkozitása azonban túlságosan magas az azokon való tartós működtetésre, vagyis közvetlen felhasználására erre a célra.
A zsírok és növényi olajok kémiailag a glicerin zsírsavakkal alkotott észterei. A glicerin (angol kifejezéssel: glicerol) három hidroxid csoportot tartalmazó alkohol, azaz propán-triol. A zsírsavészterekben az esetek nagy többségében egyféle zsírsav kapcsolódik a glicerin molekulában mindhárom hidroxil-csoportjához, viszont a savak lánchossza, valamint telítettsége az, ami az észter (triglicerid) tulajdonságait meghatározza.
Növényi olajok és zsírok alkoholízissel való átalakítása, amit átészterezésnek vagy transzészterifikációnak is hívnak, ideális módszernek bizonyult a nagy sűrűségű, viszkózus növényi olajok és állati zsiradékok folyási minőségének megjavítására ami lényegesen elősegíti ezeknek az olajoknak a lassú égésű motorok üzemanyagaként való alkalmazhatóságát.
A magas viszkozitás nem az egyetlen probléma a növényi olajok használatával, mert az olajok kémiai stabilitása sokkal rosszabb, mint a fosszilis eredetű gázolaj dízelüzemanyaggá finomított változatának stabilitása. Ennek oka a zsíranyagokat képző zsírsavakban igen gyakran előforduló telítetlen szén-szén kötések jelenléte. Ez kokszképződést jelent a fecskendőkön és egyes motoralkatrészeken, ami üzemeltetési problémákhoz vezet. A stabilitás hiánya nemcsak üzemeltetés alatt okozhat problémát, hanem még raktározás alatt is, és az olajból kiváló üledékanyag a dízel szűrőket gyorsan eldugíthatja. Az ún. száradó olajok (mint például a festőművészetben használt lenmagolaj) stabilitása különösen rossz.
A telítetlenség problémáját az átészterezés nem oldja meg, mert az előállított új észtereknek az olajokból nyert telítetlen zsírsav alkotórészeit ez a kémiai átalakítás nem változtatja meg. Ezt a problémát tehát külön kell megoldani.

## Előállítás
```
  H
2
C−OOC−R
1
                     Katalizátor      H
2
C−OH
    |                            (KOH, NaOH)        |
   HC−OOC−R
2
    +   3 CH
3
-OH      -------
>
        HC−OH     +   3 H
3
C−OOC−R
1,2,3

    |                                 
  H
2
C−OOC−R
3
                                      H
2
C−OH                                                   

 
Triglicerid
        
Metanol
                     
Glicerin
         Biodízel
```

Kémiai egyenlet metilészter előállítására zsiradékból (német WP)
Megjegyzés: Az R számok három különböző savgyökre hivatkoznak, ami azonos is lehet
Bár kísérletileg a kompressziógyújtású dízelmotorok hajtására alkalmas üzemanyagként zsiradékokból (állati zsírokból, vagy növényi olajokból) nyert zsírsavaknak mind metil-, mind etil-alkohollal képzett észtereit alkalmasnak találták, iparilag eddig csak a metil-alkohol vegyületek kapták a biodízel nevet. Ennek látszólag gazdasági oka van, mert a metanol sokkal olcsóbb, mint etanol.
Etanol (borszesz) iparilag egyszerű cukor (pl. cukorrépa, cukornád) vagy komplex cukrok (pl. keményítő) erjesztéséből ered. Metanolt (faszeszt) iparilag faanyag száraz desztillációjával lehet előállítani, tehát biomasszából, vagyis (közvetlenül, vagy nem) fotoszintézis eredményeképpen, bár napjainkban így sehol nem gyártják. Metanol előállítására olyan módszerek is vannak amelyek alapanyaga fosszilis eredetű is lehet, mint például földgáz, aminek nagy része metán. Ennek parciális oxidációja metanolt ad (iparilag azonban ez az eljárás sem terjedt el). Metanolt elő lehet állítani szintézissel is a CO és hidrogéngáz elegyből, amit szintézisgáznak neveznek, amelynek reagáltatása a reakció körülményeinek (hőmérséklet, nyomás és katalizátor) megválasztása szerint szénhidrogént vagy metanolt hoz létre jó kitermeléssel. Szintézisgázt pedig elő lehet állítani minden széntartalmú anyagból, a biomasszát vagy a szénport beleértve.
A metanolon alapuló biodízel elterjedtségét azonban az ábrázolja, hogy már több országnak is vannak minőségi szabványai erre az üzemanyagtípusra. Az észter üzemanyagot nem kell összetéveszteni a zöld dízellel, ami hidegen sajtolt olaj.
A zsiradék szennyező anyagait el kell távolítani reagálás előtt. Ezután azt egy katalizátor jelenlétében reagáltatják metanollal vagy etanollal. A felszabadított glicerin a reakcióedény alján gyűlik össze, és onnan eltávolítható. Katalizátorként lúg is alkalmazható, vagy erős ásványi sav is, de gyakorlatban lúgot használnak, mert ezekkel a monoészterre számítva 98%-nál magasabb kitermelési hatásfokot lehet elérni, és a reakció lefolyása is gyorsabb. A folyamat mellékterméke glicerin és meglehetős elmélkedést okoz erre a nagy mennyiségben előállított (eddig főleg kozmetikai cikkek gyártásában és gyógyszergyártásban használt) értékes melléktermékre megfelelő felhasználást találni.

### Minőségi követelmények
Mivel újonnan tervezett gépjármű motoroktól azok üzemeltetési sebessége, a kipufogógáz szennyezőanyag-tartalma és üzemanyag-takarékossága szempontjából egyre magasabb követelményeket támasztunk, a hajtóanyag minőségi követelményei is állandóan növekednek. A nem fosszilis hajtóanyagok se képeznek kivételt; sőt ezek különleges eredete és gyártási viszonyai új veszélyt is jelenthetnek, ami ellen minőségi előírásokkal külön kell védekezni.
A közforgalomba bocsátott biodízel esetében a fosszilis dízel hajtóanyag kívánalmain kívül, amibe beletartozik viszkozitásának és lobbanáspontjának ellenőrzése, az észter hajtóanyag esetében minőségi szabvány ellenőrzi például azt is a motorrészek korróziójának elkerülésére, hogy a gyártási folyamatból ne legyen se erős sav, sem lúg katalizátor maradék; emellett vigyázni kell arra is, hogy ne legyen felesleges szerves savmaradék sem a kész termékben. Ezeken kívül egyes esetekben a foszfortartalmat is ellenőrizni kell. Az észter telítetlen tartalmát az ún. jódszám ellenőrzi, és például a jelenlegi szabványok jódszámot határoló előírásai miatt napraforgóból származó biodízel (SME, sunflower oil metilészter) csak korlátozott mennyiségben keverhető kőolajszármazású dízel hajtóanyag alapanyagához, de más példákat is lehet találni az észter termék használatának a hagyományos dízelolajjal való keverékként való korlátozására.
Az Európai Szabványozó Bizottság már 2003-ban létrehozott egy szabványt a FAME-nek (Fatty acid methyl ester) titulált zsírsav metil észter minőségének előírására. Lásd: EN14214. Ebben sűrűség, össz-szennyezés-tartalom, víztartalom és kémiai összetétel is szerepel.
A szójaolajból és pálmaolajból származó biodízel minőségi előírásait az európai EN14214 szabvány határozza meg.
A biodízel használatának nagy előnye, hogy gyártásához nem kell nagy befektetés és ezt a növény termelése közelében egyszerű földművelő gazdaságban is elő lehet állítani. Különösen fontos azonban a biodízel-előállító technológia jó megválasztása, és egy megfelelő kis minőségelemző laboratórium létrehozása az üzem felállításával egyidejűleg.
Biodízel alapanyagaként számos növényi olajat használtak kísérletileg. Európában a repceolaj-metilészter és napraforgóolaj-metilészter terjedt el különösképpen. Mindkettőre van minőségi szabvány Németországban. Nevezetes ezeken kívül a pálmaolajból, használt sütőolajból és az állati zsiradékokból nyert észter hajtóanyag.

## Alkalmazás
Biodízel elsősorban jármű hajtóanyag helyettesítésére vagy pótlására szolgál. Használatának azonban nincs akadálya álló (stationary) dízelmotorok üzemeltetésére, amiket például hálózattól távoli, önálló generátorállomásokon alkalmaznak, de biodízel használható egyéni központi fűtésre is.

## Biodízel-fajták
- RME: repce-metil-észter
- FAME: zsírsav-metil-észter (alapanyag: nyálkátlanított növényi olaj és használt sütőzsiradék)
- SFME: napraforgó-metil-észter
- PME: pálma-metil-észter
- SME: szója-metil-észter
- AME: 100% használt sütőolaj (sütőzsiradék)